# Археологія в Україні

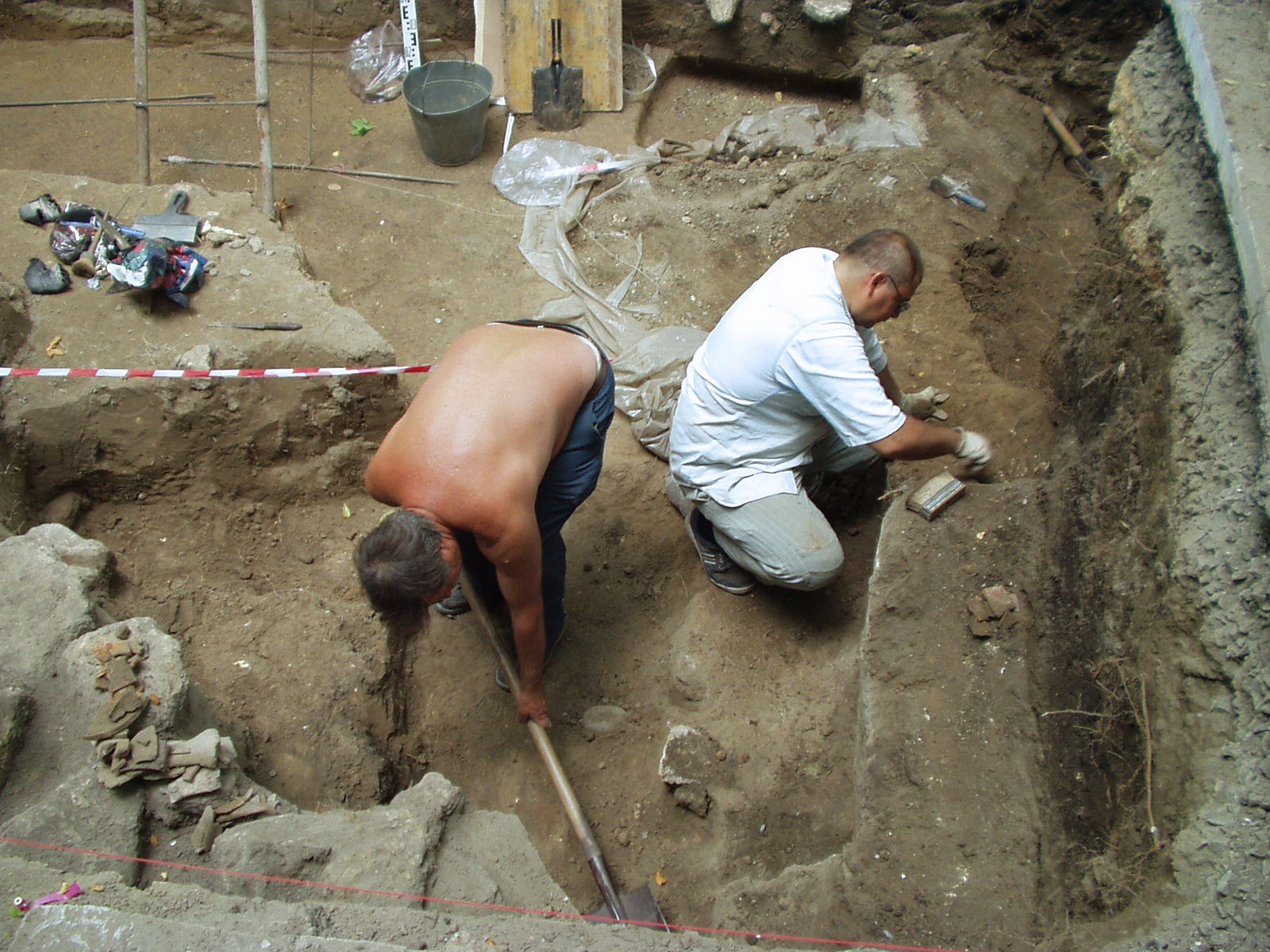
Археологічні розкопки в Одесі, 2008 р.

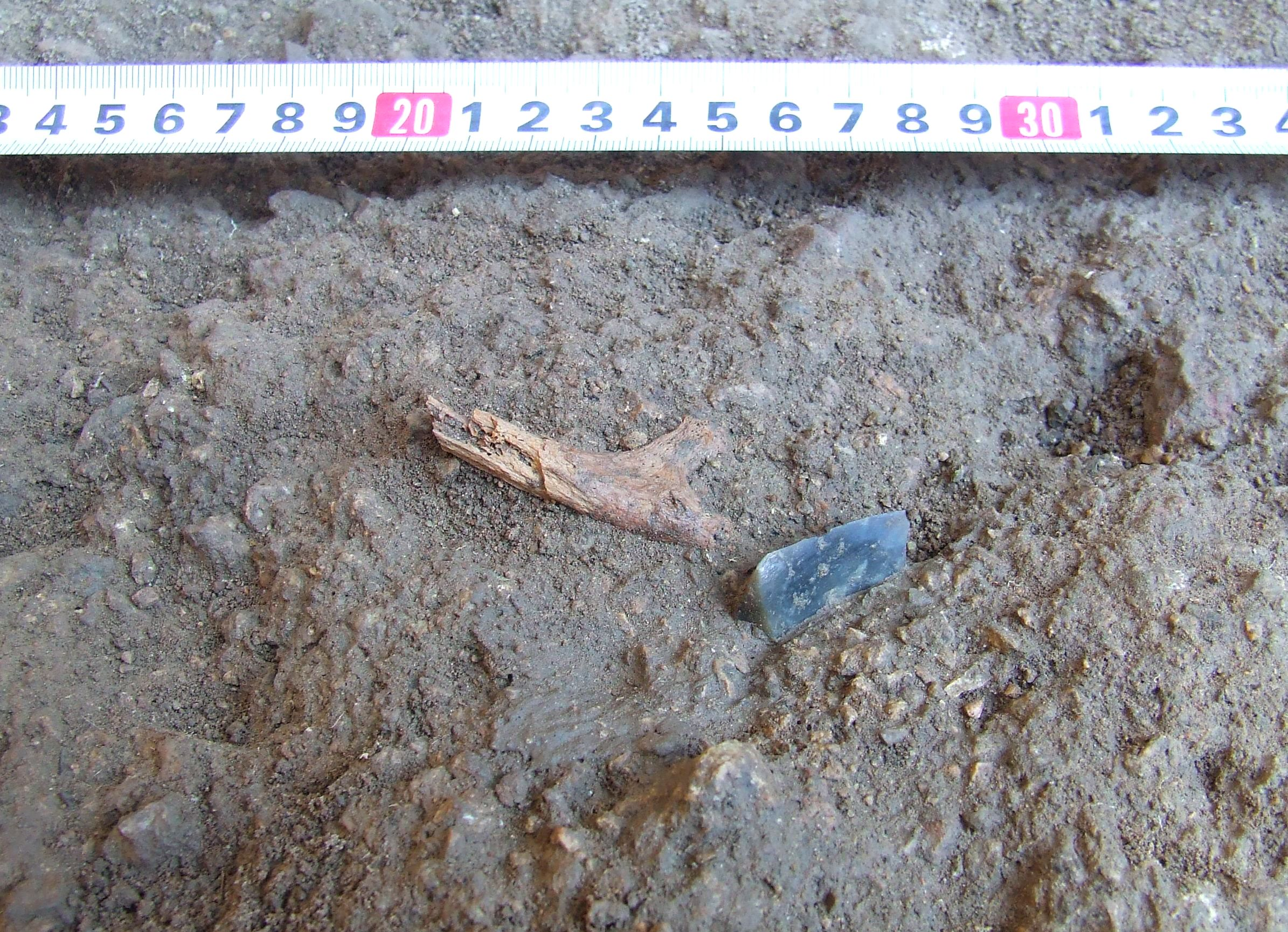
Знахідки розкопок шару пізнього палеоліту стоянки Буран-Кая — уламок кістки та залишки знаряддя. Розкопки археологічного шару пізнього палеоліту (ґраветтської археологічної культури, носіями якої, зокрема, були кроманьйонці) в багатошаровій стоянці Буран-Кая в скельному навісі в Білогірському районі Автономної Республіки Крим, як проводились спільною українсько-французькою експедицією влітку 2013 року.

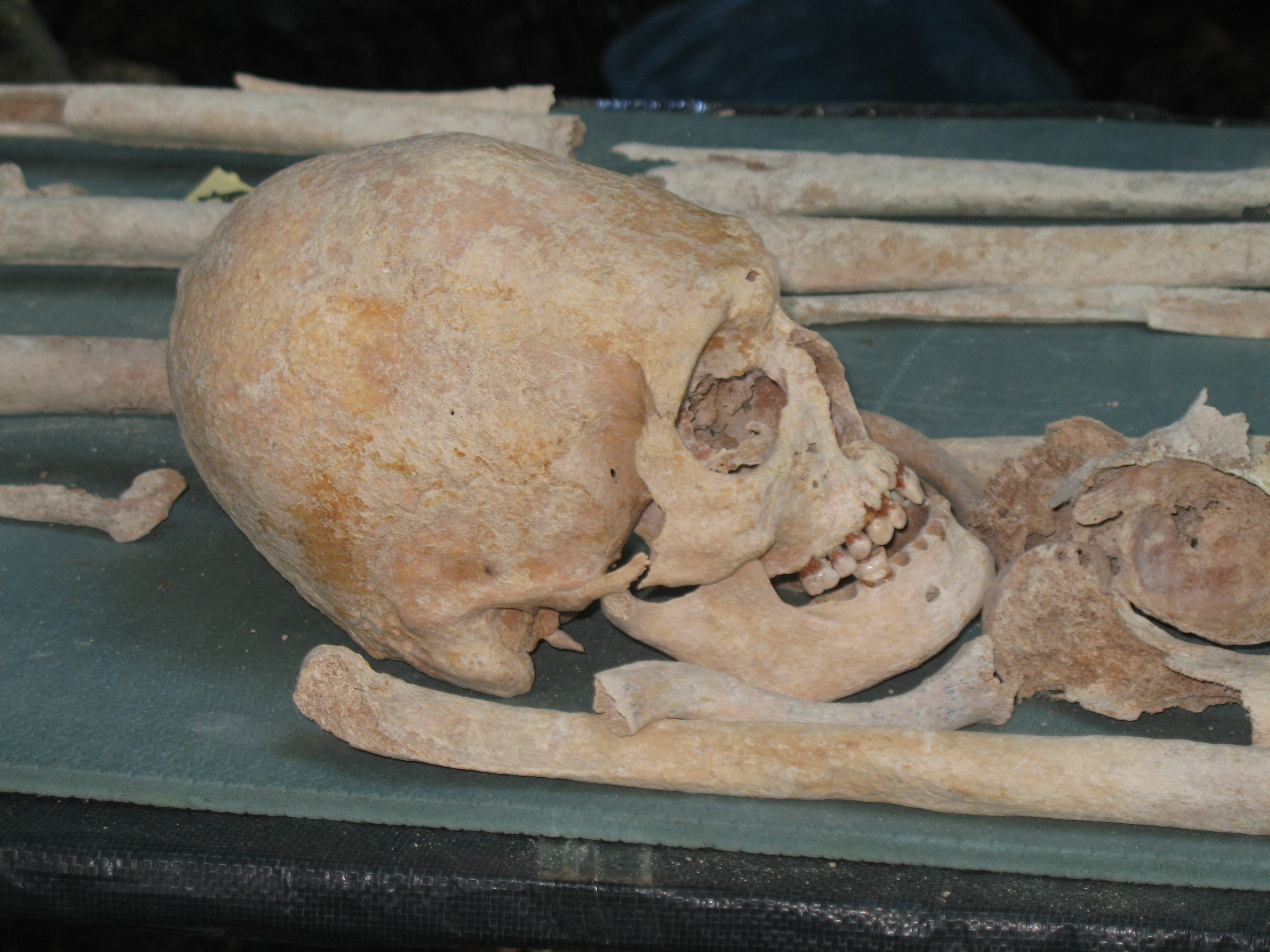
Череп зі слідами штучної деформації із поховання аланів на схилах печерного міста Мангуп-Кале

Археоло́гія в Україні — наука археологія, що вивчає історію людей в Україні за матеріальними залишками їхньої діяльності, отриманими завдяки розкопкам.

## Історія розвитку

### Ранній етап
В Україні ще за доби Київської Русі приділялась увага археологічним пам'яткам. Літописець Никон Печерський згадував про давні городища й кургани. Одними з перших археологічних розкопок в Україні можна вважати розкопки Десятинної церкви в Києві (зруйнована монголами 1240), що були здійснені Петром Могилою у 30-х роках XVII ст. з метою будівництва на її місці нової церкви під тією ж назвою.

### Імперська доба
Тарас Шевченко називав археологію «матір'ю історії»: «Я люблю археологію — цю таємничу праматір історії.»
Початок спеціальних археологічних досліджень припадає на другу половину XVII та початок XIX ст., коли розпочалися розкопки античних та скіфських пам'яток на півдні України, зокрема у Північному Причорномор'ї. У 1763 р. поблизу сучасного Кропивницького був розкопаний великий скіфський курган, а наприкінці XVII ст. почалися дослідження залишків стародавніх грецьких міст та курганів у Криму. 1830 року був розкопаний великий «царський» скіфський курган Куль-Оба біля Керчі.
З розгортанням археологічних досліджень була пов'язана організація в Україні низки музеїв — Миколаївського (1806), Феодосійського (1811), Одеського (1825), Керченського (1826) та Одеського товариства історії та старожитностей (1839).
На початку XIX ст. почалося вивчення слов'янських пам'яток та міст Русі. Найвизначнішими з них були Десятинна церква й Золоті Ворота в Києві, розкопані у 1824 та 1832—33 рр. У 1899 був організований Київський історичний музей.
У 1871 була відкрита Гінцівська палеолітична стоянка на Полтавщині (перша з виявлених у межах тодішньої Російської імперії), а потім і такі відомі палеолітичні стоянки, як Костенки І на Дону (1879), Вовчий грот у Криму (1880), Кирилівська в Києві (1893—1903), Мізинська на Десні (1908—1916) та інші. У галузі вивчення неоліту заслуговують на увагу дослідження на Дніпрі, в околицях Києва (1867—1888) та відкриття й дослідження комплексу наскельних зображень на Кам'яній Могилі поблизу Мелітополя [1880), частина яких належить до неолітичної доби.
Значними були дослідження пам'яток ранньоземлеробської трипільської культури, відкритої наприкінці XIX ст. На початку XX ст. були здійснені широкі розкопки курганів епохи міді-бронзи на Лівобережжі України, на основі яких була створена перша періодизація цієї епохи (ямна, катакомбна та зрубна культури).
Як й раніше, продовжувалися дослідження великих і багатих скіфських курганів на півдні України та на північному Кавказі, найзначнішими з яких були Чортомлицький курган (1863) і Солоха (1912). Найвизначнішими пам'ятками лісостепових племен скіфського часу, дослідженими в імперську добу, були великі групи курганів у районі Сміли, Оксютинські поблизу Ромен, «Часті кургани» поблизу Воронежа, а також городища — Нільське на Полтавщині, Пастирське та Мотронинське на Черкащині. Великих обертів набрало дослідження пам'яток античних міст північного Причорномор'я — Ольвії, Пантікапея, Херсонеса, Тіри та інших. Укінці XIX та на початку XX ст. були здійснені розкопки зарубинецького та черняхівського могильників культури «полів поховань» на Київщині, слов'янського городища у Ромнах на ріці Сула, Чорної могили у Чернігові та курганів сіверян на Лівобережжі.
Пам'ятки Київської Русі досліджувалися у Києві (Замкова гора — 1894—98, Десятинна церква — 1907—14), селі Білогородка поблизу Києва (1909—1910), на Княжій горі поблизу Канева (1891—1893) та в інших місцях.
Археологічні дослідження в Російській імперії, що свого часу контролювала більшу частину території України, були спрямовані переважно на добування найбільш коштовних та ефектних старожитностей, що вивозилися до російських імперських музеїв у Москві та Петербурзі, або потрапляли до приватних колекцій, що часто також належали росіянам.

### Радянська окупація
У СРСР археологічні дослідження почали серйозно проводитись лише після Другої світової війни, особливо в районах великих будов.
В системі Української академії наук була створена Комісія для складання археологічної карти України. Згодом вона була реорганізована в Археологічну комісію (1921), на базі якої в 1923 був створений Всеукраїнський археологічний комітет (ВУАК). Він очолював і координував усю археологічну діяльність в Україні. У 1921 в системі УАН був створений Кабінет антропології і етнології, який зосередив свою діяльність на вивченні пам'яток давньої історії. У 1934 в системі АН УСРР був заснований Інститут історії матеріальної культури, реорганізований 1938 в Інститут археології, який став центральною науково-дослідною установою з керівництва археологічними дослідженнями в УРСР. Інститут археології видавав ряд наукових, серій («Археологія», «Археологічні пам'ятки УРСР», «Краткие сообщения Института археологии») та окремі монографії, в яких висвітлювались результати археологічних досліджень в Україні.

### Незалежна Україна
Від 1991 року кількість археологічних експедицій збільшилася. Їх джерелом найчастіше є три фактори:
- розкопки, які передують будівництву
- студентська археологічна практика
- спільні проєкти за фінансування іноземців[4]

## Археологічні установи

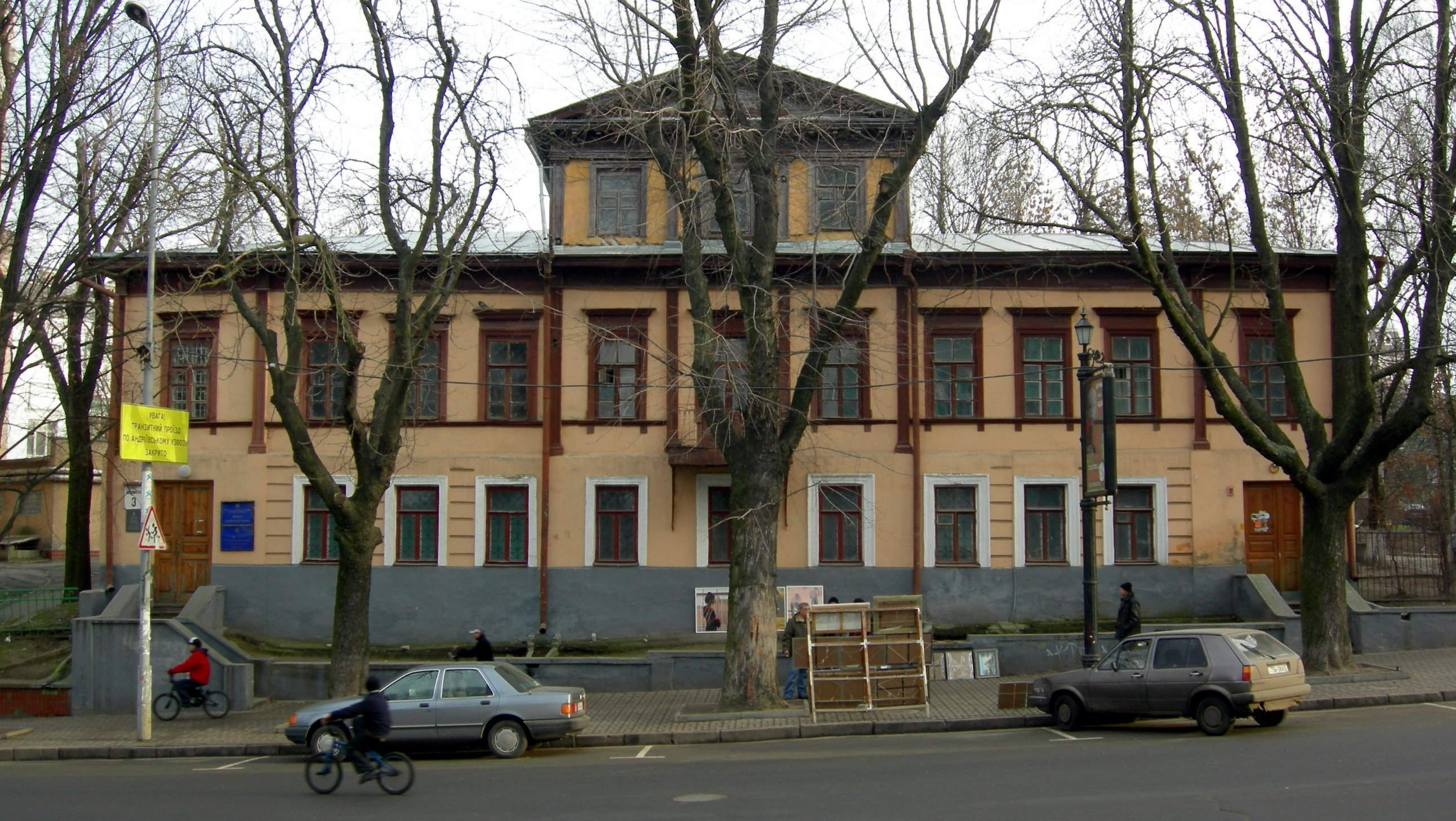
Відділ археології Києва, відділ давньоруської та середньовічної археології Інституту археології НАН України

Провідною археологічною установою України є Інститут археології НАН України.
Археологічні дослідження в Україні провадили й провадять також інші наукові установи (Одеська комісія краєзнавства, Одеське археологічне товариство, Інститут українознавства імені І. Крип'якевича НАН України), археологічні музеї (Київський, Харківський, Львівський, Дніпропетровський, Чернігівський, Одеський, Уманський, Житомирський, Ізюмський та багато ін.), виші (Харківський, Одеський університети та ін.) та наукові товариства. У співробітництві з українськими археологами в дослідженнях в Україні беруть участь археологи з інших країн.

## Розграбування археологічних пам'яток
Наприкінці ХХ — напочатку ХХІ століть значного розмаху в Україні, як й у інших країнах на території колишнього СРСР, досягло розграбування археологічних пам'яток. Таке явище часто називають «чорною археологією», а людей, що цим займаються — «чорними археологами», попри те що українські археологи критикують й переважно негативно ставляться до таких термінів. Адже метою археології як науки є вивчення історії, отримання відомостей про минуле через вивчення давніх пам'яток, у той час як грабіжників археології (так званих «чорних археологів») цікавлять лише артефакти минувшини самі по собі, зазвичай з корисливою метою. Археологи, проводячи розкопки, збирають величезний масив інформації — місце заходження, супутні знахідки, розташування тощо. Усе це ретельно задокументовується. Розкоп можна зробити лише один раз, і, якщо не зібрати інформацію, яку можна в цей час отримати, вона буде втрачена назавжди. «Чорні археологи» натомість шукають лише те, що має комерційну цінність, та знищують всі інші складові археологічної спадщини.

### Законодавчі заборони
В Україні грабіж археології є злочином, регламентованим 298 статтею КК України (незаконне проведення пошукових робіт на об'єкті археологічної спадщини, знищення, руйнування або пошкодження об'єктів культурної спадщини), ст. 193 КК України (незаконне привласнення особою знайденого чи такого, що випадково опинилося у неї, чужого майна або скарбу, які мають особливу історичну, наукову, художню чи культурну цінність).
Відповідно до Закону України «Про охорону культурної спадщини» усі пам'ятки археології, в тому числі ті, що знаходяться під водою, включаючи пов'язані з ними рухомі предмети, є державною власністю. Такі рухомі предмети підлягають віднесенню до державної частини Музейного фонду України, обліку та збереженню у порядку, визначеному законодавством (ч. 2 ст. 17).
Якщо під час проведення будь-яких земляних робіт виявлено знахідку археологічного або історичного характеру, виконавець робіт зобов'язаний зупинити їх подальше ведення і протягом однієї доби повідомити про це відповідний орган охорони культурної спадщини, на території якого проводяться земляні роботи (ч. 1 ст. 36).